# Markus Ganter
Markus Ganter (* 1986 in Müllheim, Baden-Württemberg) ist ein deutscher Musikproduzent, der vor allem durch seine Zusammenarbeit mit den Künstlern Casper, Sizarr und Dagobert Bekanntheit erlangte.

## Werdegang
Markus Ganter begann 2007 an der Popakademie Baden-Württemberg in Mannheim ein Studium im Bereich „Popmusikdesign“, das ihn schon früh in Kontakt mit den verschiedensten deutschen Sounddesignern und Produzenten brachte. Bereits während der Studienzeit veröffentlichte er Anfang 2010 seine Version von William Fitzsimmons „So This Is Goodbye“. Auf YouTube über eine Million Mal angeklickt, landete der Remix sofort auf Platz 1 der Hype-Machine-Charts und wurde im Soundtrack zu „What a Man“ gefeaturet. Es folgten u. a. Remixe für The Naked and Famous, FM Belfast und The Knocks.
2011 übernahm Ganter die Produktion des Debütalbums „Psycho Boy Happy“ der Landauer Band Sizarr, an das die Alben des Heidelberger Rappers Muso und des Schweizer Sängers Dagobert anschlossen. Die bisher erfolgreichste und medienwirksamste Produktionstätigkeit erschien in Zusammenarbeit mit dem deutschsprachigen Rapper Casper, für dessen Album „Hinterland“ Ganter mit Konstantin Gropper (Get Well Soon) kooperierte.
2014 wurden Markus Ganter und Konstantin Gropper für ihre Arbeit am Casper-Album „Hinterland“ in der Kategorie „Produzent/Produzentin/Produzententeam National“ für den Echo nominiert, unterlagen allerdings Erich Ließmann für Helene Fischers „Farbenspiel“.

## Stil
Das musikalische Repertoire seiner Produktionen ist vielseitig, beatbewusst und reicht von Hip-Hop, Indie-Rock und Pop bis hin zu Schlager. Klare Beats, orchestraler Einsatz von Instrumenten sowie saubere Synthesizer-Klänge finden in Ganters Soundkonzept häufig Verwendung.

## Diskografie

### Produktionen Alben
- 2011: Sizarr – Psycho Boy Happy
- 2012: Muso – Stracciatella Now
- 2013: Dagobert – Dagobert
- 2013: Casper – Hinterland
- 2015: Sizarr – Nurture
- 2015: Dagobert – Afrika
- 2015: Tocotronic – Tocotronic (Das rote Album)
- 2015: Gloomy Boyz – Auz der Grvft EP
- 2016: Drangsal – Harieschaim
- 2017: Casper – Lang Lebe Der Tod
- 2017: Zugezogen Maskulin – Alle gegen Alle
- 2018: Drangsal – Zores
- 2018: AnnenMayKantereit – Schlagschatten
- 2020: AnnenMayKantereit – 12
- 2021: Leoniden – Complex Happenings Reduced To A Simple Design
- 2022: Bilderbuch – Gelb ist das Feld
- 2023: AnnenMayKantereit – Es ist Abend und wir sitzen bei mir
- 2023: Alli Neumann –  Primetime

### Produktionen Singles
- 2019: AnnenMayKantereit – Ozean
- 2020: Leoniden –  L.O.V.E.
- 2020: AnnenMayKantereit – Ausgehen
- 2020: Kreator – 666 / World Divided

### Remixe
- 2010: William Fitzsimmons – So This Is Goodbye
- 2010: The Naked and Famous – Young Blood
- 2010: FM Belfast – Vertigo
- 2010: The Knocks – Make It Better
- 2011: Retro Stefson – Kimba

## Auszeichnungen
- Preis für Popkultur
  - 2021: in der Kategorie Lieblingsproduzent/in (12)[5]